# Acolastus calcaratus
Acolastus calcaratus là một loài bọ cánh cứng trong họ Chrysomelidae. Loài này được Schoeller miêu tả khoa học năm 2001.